# Rozsdásmellű fogoly
A rozsdásmellű fogoly vagy dauri fogoly (Perdix dauurica vagy Perdix dauuricae) a madarak osztályának tyúkalakúak (Galliformes) rendjébe és a fácánfélék (Phasianidae) családjába tartozó faj.

## Előfordulása
Kína, Kazahsztán, Kirgizisztán, Mongólia, a Fülöp-szigetek, Oroszország, Tádzsikisztán és Üzbegisztán területén honos.

## Alfajai
- Perdix dauurica dauurica (Pallas, 1811)
- Perdix dauurica suschkini Poliakov, 1915

## Külső hivatkozások
- Képek az interneten a fajról
- Internet Bird Collection. (Hozzáférés: 2010. július 12.)